# (20577) 1999 RM148
A (20577) 1999 RM148 a Naprendszer kisbolygóövében található aszteroida. A LINEAR projekt keretében fedezték fel 1999. szeptember 9-én.